# Шаги в направлении экологии разума
Шаги в направлении экологии разума (англ. Steps to an ecology of mind) — книга Грегори Бейтсона. Книга представляет собой систематизированный сборник статей Бейтсона, опубликованных в различной научной периодике в период с 1935 по 1971 год. Книга имеет подзаголовок «Избранные статьи по антропологии, психиатрии, теории эволюции и эпистемологии», что соответствует фокусу научных интересов автора в различные периоды его жизни.
- Первое русское издание — Бейтсон Г., «Экология разума», — М.: Смысл, 2000. Перевод Д. Федотова, статья «К теории шизофрении» в переводе М. Папуша.
- Второе (расширенное) русское издание — Бейтсон Г., «Шаги в направлении экологии разума», — М.: УРСС, 2005. Перевод Д. Федотова, статья «К теории шизофрении» в переводе М. Папуша.